# Saint-Marc-la-Lande
Saint-Marc-la-Lande är en kommun i departementet Deux-Sèvres i regionen Nouvelle-Aquitaine i västra Frankrike. Kommunen ligger i kantonen Mazières-en-Gâtine som tillhör arrondissementet Parthenay. År 2022 hade Saint-Marc-la-Lande 366 invånare.

## Befolkningsutveckling
Antalet invånare i kommunen Saint-Marc-la-Lande
| Referens: INSEE |